# Fiksna vejica
V računalništvu  je predstavitev števil v fiksni vejici zapis števila, ki se deli na dva dela:
- del levo od decimalne vejice (celi del števila),
- del desno od decimalne vejice (ulomek).

## Nepredznačena števila
Pri dvojiško predstavljenih pozitivnih številih  je zaporedje: {\displaystyle b_{N-1}...b_{1}b_{0},b_{-1}...b_{-M}\!\,} število {\displaystyle V(b)\!\,}, katerega vrednost je:
{\displaystyle V(b)=\sum _{i=-M}^{N-1}b_{i}2^{i}\!\,.}
V zapisu {\displaystyle b_{N-1}...b_{1}b_{0},b_{-1}...b_{-M}\!\,} je vejica na fiksnem mestu. To mesto mora biti pri vseh številih, ki nastopajo v aritmetični operaciji isto. Iz tega sledi, da za računanje lega decimalne vejice ni pomembna, pomembno je le, da je pri vseh številih na istem mestu. Zato se jo pogosto postavi na desno od bita z najmanjšo težo, tako se dobi cela števila.
V praksi so cela števila sopomenka za predstavitev v fiksni vejici, kljub temu, da velja tudi za ulomke. Če se želi opraviti aritmetične operacije na številih, ki nimajo decimalne vejice v isti legi, je potem treba to doseči s pomikanjem levo in desno. Za to je zadolžen programer.

## Predznačena števila
Za predstavitev predznačenih števil ta zapis ni dovolj. Potreben je način vključitve znaka v enačbo. To je možno narediti na več načinov, načini, ki se uporabljajo danes:
- predznak in velikost,
- predstavitev z odmikom,
- eniški komplement,
- dvojiški komplement.